# 佐治·寇蒂斯·史密夫
（1935年8月8日—2020年4月15日）是美國俄亥俄南區聯邦地區法院的高級美國地區法官。

## 教育和職業
出生於俄亥俄州的史密斯於1957年獲得俄亥俄州立大學的文學士學位，並於1959年獲得俄亥俄州立大學法學院的法學博士學位。他在職業生涯中擔任了多個法律職位：
1. 哥倫布市助理律師（1959—1962）
2. 哥倫布市市長拉爾斯頓·韋斯特萊克的執行助理（1962—1964）
3. 俄亥俄州助理檢察總長（1964）
4. 富蘭克林縣檢察官的首席顧問（1965—1970）
5. 富蘭克林縣檢察官（1971—1980）
6. 富蘭克林縣市政法院法官（1980—1985）
7. 富蘭克林縣普通審判法院法官（1985—1987）

他的法律職業跨足數十年，對俄亥俄州的法律體系做出了重要貢獻。

## 聯邦司法部門
1987年7月1日，史密斯獲得總統朗奴·列根提名，接替退休的法官約瑟夫·彼得·金尼爾，成為美國俄亥俄南區聯邦地區法院的法官。史密斯於1987年11月6日獲得美國參議院的確認，並於1987年11月9日正式就職。他於2002年1月1日退休，享年84歲。

## 外部連結
- George Curtis Smith在《联邦法官传记辞典》（由联邦司法中心出版）的页面